# Neromia rubripunctilla
Neromia rubripunctilla är en fjärilsart som beskrevs av Louis Beethoven Prout 1912. Neromia rubripunctilla ingår i släktet Neromia och familjen mätare. Inga underarter finns listade i Catalogue of Life.